# Xã Strand, Quận Norman, Minnesota
Xã Strand (tiếng Anh: Strand Township) là một xã thuộc quận Norman, tiểu bang Minnesota, Hoa Kỳ. Năm 2010, dân số của xã này là 99 người.